# 王士禎

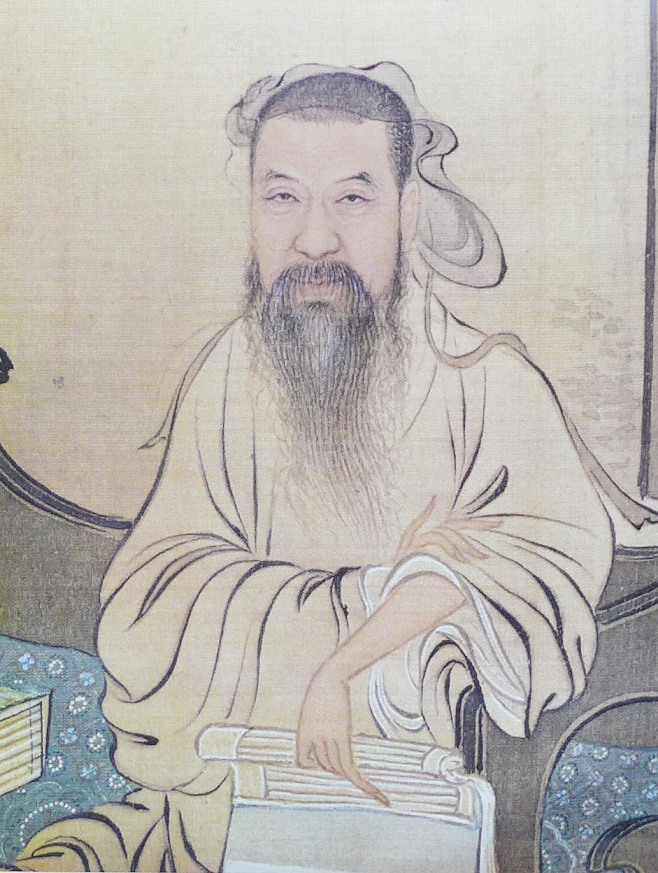
《王士禎幽篁坐嘯図巻》

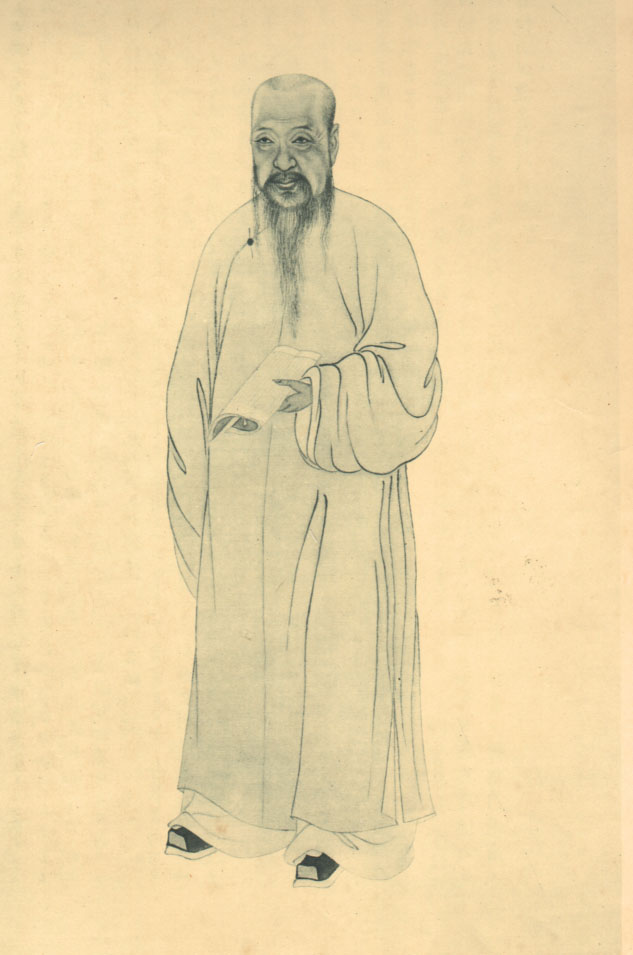
《清代学者象伝》

王 士禎（おう してい、1634年10月19日（崇禎7年閏8月28日） - 1711年6月26日（康熙50年5月11日））は、中国清代初期の文人・詩人。字は貽上。号は阮亭・漁洋山人。諡は文簡。済南府新城県の出身。本来は「士禛（ししん）」の名であったが、死後、雍正帝が即位するとその諱「胤禛」を避けて「士正」と改名される。のち、乾隆帝の治世に「士禎」の名を賜った。号を以て「王漁洋」と称されることも多い。

## 略歴
1658年（順治15年）25歳にして進士に挙げられ、揚州府司理から侍読に進み、刑部尚書（法務大臣）に至った。文人としても頭角を現わし、24歳のとき済南府において土地の読書人らとともに「秋柳詩社」を結成、その折詠んだ「秋柳」詩は全国的に賛美者を生むに至り、以後、ほぼ同時代を生きた朱彝尊とともに南朱北王と併称された。1704年（康熙43年）部下の疑獄事件に連座して官を辞め、のちに天子の恩赦によって再度官途についたが、ほどなく卒した。享年七十七。

## 詩風
士禎の詩は神韻を旨とし、後世清朝の詩壇に影響を及ぼした神韻説の首唱者と目される。当初銭謙益と交流を深めたが、その影響のもとに新しい詩風を打ち立てたものである。この神韻説とは、平静・沖淡・清遠を理想とし、文字面には直接現れない情味を行間に醸し出すのを目的とする。唐の司空図の『二十四詩品』、また宋の厳羽の『滄浪詩話』に見られる詩論の継承を目指し、詩禅一致の説に基づいて、自然と一体化した境地に生まれる余韻を貴び、婉曲でしかも垢抜けた表現のなかに奥深い滋味を求めようとする。神韻それ自体は空虚で、捕捉し難く、譬えて言えば「水中に月を掬（すく）い、鏡中に花を探るが如き」ものとされる。ために士禛が愛好する詩人は、王維・孟浩然・高適ら、枯淡の境地を描き出す者たちである。彼が神韻の二字を用いたのは、揚州在住の折、その子息のために歴代の五七言の絶句・律詩を選び、『神韻集』と名づけ家塾において学ばせたことに始まると言われる。神韻説は、沈徳潜の主導した「格調説」、袁枚を領袖とする「性霊説」と並び、当時の詩壇に鼎立する詩説の一角を形成していたものであった。

## 著名な作品
王士禛の詩は膨大な数に上るが、いま、中でもよく知られている「秋柳」詩四首のうち、特に第一首を以下に示す。
| 秋柳 其一      |                               |                                                                  |
| 原文           | 訓読                          | 現代語訳                                                         |
| 秋來何處最銷魂 | 秋來 何れの処にか最も銷魂なる | 秋になって最も人の哀愁をそそる柳はどこかといえば、               |
| 殘照西風白下門 | 残照 西風 白下の門            | むろんそれは夕映えのなか秋風をうける白下の門だろう。             |
| 他日差池春燕影 | 他日 差池たり 春燕の影        | 先だっては飛び交うツバメが柳の糸に影を落としていたのに、         |
| 祇今憔悴晩煙痕 | 祇今 憔悴す 晩煙の痕          | 今では柳の糸も枯れ果てて夕もやがたなびくばかり。                 |
| 愁生陌上黄驄曲 | 愁生ず 陌上 黄驄の曲          | 路傍に死んだ愛馬を悲しむ「黄驄の曲」を聴けば哀愁はかきたてられ、 |
| 夢遠江南烏夜村 | 夢は遠し 江南 烏夜の村        | 江南の村で夜中にカラスが鳴いたというのも今や遠い昔の夢である。   |
| 莫聽臨風三弄笛 | 聴く莫かれ 風に臨む三弄の笛   | 風に対して三度も吹き鳴らしたという笛の音など聴くものではない、   |
| 玉關哀怨總難論 | 玉関の哀怨 総て論じ難し       | ましてや柳のない玉門関で奏でる「折楊柳」の曲に至っては。         |

## 著作
『唐賢三昧集』（3巻）は、上記の神韻説を規範として唐詩を選び編纂したものである。自著についてみると、『帯経堂集』（92巻）は、士禎の全詩3000余首を包括するもので相当に大部なものであるため、世に通行するものとして1000余首を収める選集の『漁洋山人精華録』（12巻）が知られている。